# Siphoneugena densiflora
Siphoneugena densiflora är en myrtenväxtart som beskrevs av Otto Karl Berg. Siphoneugena densiflora ingår i släktet Siphoneugena och familjen myrtenväxter.

## Underarter
Arten delas in i följande underarter:
- S. d. cipoensis
- S. d. densiflora